# Секс в мужских пенитенциарных учреждениях
Секс в мужских пенитенциарных учреждениях является острой проблемой. В то время как заключённые изолированы по половому признаку и обычно не имеют контактов с противоположным полом, в большей степени, чем на свободе, распространение получают различные способы самоудовлетворения и однополые сексуальные контакты. При этом часты случаи изнасилования. В то же время принуждение к сексу в тюрьме имеет не только и не столько значение в удовлетворении сексуальных потребностей, сколько в унижении жертвы и установлении над ней контроля, что может напоминать БДСМ-практики.

## Общее состояние
Многие исследователи отмечают, что заключённые в ситуации тюремной бездеятельности и неподвижности в большей мере сосредотачиваются на сексуальных проблемах. В тюрьме особенно остро чувствуется нехватка сексуального общения и сексуальные желания особенно остры. Помимо этого, по мнению ряда врачей-гигиенистов, болезненному обострению интереса к сексу отчасти способствует и антисанитария, царящая во многих тюрьмах. В обстановке, когда массы осуждённых, длительное время находясь в переполненных, душных камерах, не имеют возможности часто принимать ванну и регулярно менять нательное белье, у многих из них неизбежно возникает раздражение кожи и половых органов, в том числе эрогенных зон.
Согласно одному из исследований (1984 год), все 200 человек, принимавших участие в опросе, признались, что занимаются в тюрьме мастурбацией: 14 % — ежедневно, 46 % — от трёх до пяти раз в неделю, 30,5 % — от раза до двух в неделю.
Мастурбация в условиях общей камеры неизбежно превращается в мастурбацию на людях, в совместную или взаимную мастурбацию однополых партнёров. В случае, если в камере оказывается один или два сильных мужчины с гомосексуальными наклонностями или бисексуальным интересом, и другие сокамерники добровольно или силой легко вовлекаются в однополые сексуальные практики. В своей работе «Гомосоциальность и гомосексуальность» известный российский социолог Игорь Кон приводит данные различных зарубежных исследователей, которые свидетельствуют о том, что чем более всеобъемлющим и закрытым является мужское сообщество, тем больше в нём возникает гомосексуальных чувств и отношений.
В тюрьме однополый секс обретает ещё и другое важное значение. Здесь секс становится инструментом демонстрации силы, власти, определяющим положение в тюремной иерархии.
Незащищённый секс в тюрьмах являются фактором высокого риска передачи ВИЧ и других болезней, передающихся половым путём. При этом, если не используется смазывающее вещество, а также, если секс происходит по принуждению, как в случаях изнасилования, степень риска повышается. Презервативы в тюрьмах, как правило, недоступны или заключённые их игнорируют.
В некоторых тюрьмах предусмотрены свидания для женатых заключённых или для заключённых, имеющих постоянных партнёрш. Например, в Германии в одной из кёльнских тюрем для встреч заключённых с их жёнами или постоянными подругами выделяется три комнаты с душем, кроватью и кухней. На свидание отводится четыре часа. Презервативы предоставляются бесплатно. Свидания с проститутками строго запрещены. Во многих других тюрьмах также имеется подобная практика. В некоторых тюрьмах заключённым разрешены и гомосексуальные «личные свидания» с постоянными партнёрами.

## Положение в разных странах

### Россия
Однополый секс (в первую очередь оральный) между мужчинами довольно распространён в российских тюрьмах и колониях. Согласно некоторым данным, около 10 % заключённых являются «опущенными», то есть оказывают сексуальные услуги другим заключённым за плату (чаще натуральными продуктами) или по принуждению. При этом половина из них является гетеросексуалами. Нередки также и случаи изнасилований.
«Опущенные» (или «петухи») являются одной из самых низших «каст» в тюрьме. С ними нельзя вместе есть, нельзя подавать им руку, они спят совершенно отдельно. В «опущенные» в первую очередь автоматически зачислялись те, кто попадал в тюрьму по обвинению в изнасиловании. Кроме того, туда попадают все заключённые, имевшие гомосексуальные контакты на воле. Туда же могут быть «определены» и прочие зеки за разные провинности против тюремных «понятий»: за «крысятничество» (кражи у своих), неуплату долгов, неповиновение бандитскому руководству и т. д.
Услугами «петухов» пользуется большинство заключённых, особенно имеющих длительные сроки. В редких случаях между заключёнными возникают устойчивые пары. В одном из исследований, которое было проведено среди осуждённых на сроки от 1,5 лет до 10 лет лишения свободы, было установлено, что 85 % из них имели сексуальные контакты во время пребывания в тюрьме. Н. Серов в «Письме из зоны» (1992) пишет, что около половины всех осуждённых (в основном мужчины до 35 лет) активно пользуются сексуальными услугами «петухов», другая же половина пользуется их услугами эпизодически, и лишь очень малый процент заключённых, по его словам, никогда не прибегают к их услугам.
Те, кто были в тюрьме приобщены к однополому сексу, выйдя на свободу, обычно возвращаются к гетеросексуальной ориентации.

По словам известного российского правозащитника члена Совета по правам человека при Президенте РФ Андрея Бабушкина, 
Традиция советской и российской тюрьмы — относиться к людям не только нетрадиционной сексуальной ориентации, но и также пережившим сексуальное насилие как к людям даже не второго, а двадцать второго сорта... Ситуация осложняется тем, что среди этой категории заключенных — много людей психически нездоровых, сломленных, которые нуждаются в морально-психологической поддержке, а не в дальнейшем опускании. Бороться с нею надо методами из арсенала культурного, а не административного воздействия... Победить это явление можно путем влияния на саму тюремную субкультуру. То есть донести до всех арестантов, что человека надо оценивать за то, как он мыслит и что делает, а не за его сексуальную ориентацию...
Пункт 23 инструкции по профилактике правонарушений среди осуждённых, утверждённой Министерством юстиции РФ в 2006 году, относит гомосексуалов к лицам, подлежащим профилактическому учёту. Таким образом, гомосексуалы автоматически ставятся в один ряд с лицами, склонными к побегу, «ворами в законе», наркоманами, алкоголиками и лицами, имеющими психические отклонения, связанные с возможностью причинения существенного вреда своему здоровью и проявлением агрессии к окружающим. Уголовно-исполнительный кодекс РФ относит мужеложство между заключёнными к злостным нарушениям установленного порядка отбывания наказания.

### Белоруссия
По данным Департамента исполнения наказаний МВД Белоруссии (2008 год), от 7 до 12 % осуждённых мужчин практикуют однополый секс. Несмотря на то, что в тюрьмах имеется возможность бесплатного получения презервативов, осуждённые, как правило, пренебрегают ими.

### Кыргызстан
По результатам проведения оценки состояния дел в исправительных колониях ГУИН МЮ Киргизской Республики (выполнялась в период с 19 декабря 2005 по 20 января 2006 года), в одной из колоний из 167 «опущенных» осуждённых к МСМ относятся не более 15 человек. Их сексуальными услугами пользуется от 10 до 20 % всех осуждённых. Никто из опрошенных МСМ презервативами не пользуется, даже несмотря на то, что двое из опрошенных ранее, в 2003 году, лечились от сифилиса. При этом презервативы выдаются бесплатно.

### Соединённые Штаты
В США изнасилование в тюрьмах является серьёзной проблемой. Согласно исследованиям, изнасилованию подвергаются более 22 % заключённых мужчин. Изнасилования (в том числе и групповые), в первую очередь совершаются с целью установления контроля и доминирования над жертвой.
Тюремная иерархия также находит своё место. Заключённые, выполняющие роль самца, называются «удалыми парнями» (англ. joker) или «племенными жеребцами» (англ. stud). Они качаются на тренажёрах, делают себе много татуировок. Заключённые, играющие женскую роль, получают названия «королева» («англ. queen»), «сестричка» («англ. sissy») или «девка». Они носят женские имена и к ним обращаются с местоимением «она». Связь между геями исключена — геи обязаны обслуживать «настоящих мужиков».
Согласно исследованиям Вудена и Паркера (Wooden & Parker) (1984 год), в котором были опрошены 200 человек, из них 10,5 % причисляют себя к гомосексуалам, 11 % — к бисексуалам и 78,5 % — к гетеросексуалам. Более 55 % заключённых, называющих себя гетеросексуалами, также были вовлечены в однополые сексуальные контакты в тюрьме. Насильно вовлечены в однополые контакты были 14 % заключённых, в том числе 9 % гетеросексуалов и 41 % гомосексуалов. До тюрьмы однополый сексуальный опыт имели 99 человек из 200 опрошенных — почти все гомосексуалы и бисексуалы и 38 % гетеросексуалов.

### Китай
С 2011 года в Китае с заключённых снят запрет на гомосексуальность. При этом однополый секс между заключёнными остаётся под строгим запретом. Проявлять гомосексуальность разрешается лишь на «духовном», платоническом уровне.

### Другие страны
Согласно исследованиям, проведённым в 1993—1995 годах, 73 % заключённых мужчин в Рио-де-Жанейро (Бразилия) имели в тюрьме сексуальные контакты с другими мужчинами. В Австралии, Замбии, Зимбабве, Великобритании и Канаде этот показатель составляет от 6 до 12 процентов.

## Отражение в кино
Любовные и сексуальные отношения между заключёнными, а также изнасилования часто становятся сюжетами фильмов, например:
- Песнь любви
- Беспредел
- Большой Стэн
- Зона
- В петле
- Побег из Шоушенка
- Под принуждением
- Американская история Икс
- Пошли в тюрьму
- Тюрьма Оз
- Я люблю тебя, Филлип Моррис
- Эффект бабочки
- Собачий загон
- Зелёный слоник
- Поцелуй женщины-паука (фильм)